# Urceolus sabulosus
Urceolus sabulosus is een soort in de taxonomische indeling van de Euglenozoa. Deze micro-organismen zijn eencellig en meestal rond de 15-40 mm groot. Het organisme komt uit het geslacht Urceolus en behoort tot de familie Peranemaceae. Urceolus sabulosus werd in 1888 ontdekt door Stokes.